# Rhinos Milano 2016
Questa voce raccoglie le informazioni riguardanti i Rhinos Milano nelle competizioni ufficiali della stagione 2016.

## Prima Divisione IFL 2016

### Regular season
| Bolzano 5 marzo 2016, ore 18:00 CEST 1ª giornata | Giants Bolzano | 14 – 21 (7-7 0-7 7-0 0-7) | Rhinos Milano | Stadio Europa |

| Parma 13 marzo 2016, ore 15:00 CEST 2ª giornata | Panthers Parma | 15 – 27 (3-7 6-7 0-6 6-7) | Rhinos Milano | Stadio Ennio Tardini |

| Pero 22 marzo 2016, ore 18:00 CEST 3ª giornata | Rhinos Milano | 41 – 21 | Giaguari Torino | C.S. Gianni Brera |

| Torino 9 aprile 2016, ore 21:00 CEST 4ª giornata | Giaguari Torino | 14 – 34 (14-7 0-6 0-0 0-21) | Rhinos Milano | Stadio Primo Nebiolo |

| Pero 16 aprile 2016, ore 18:00 CEST 5ª giornata | Rhinos Milano | 56 – 47 (7-14 14-7 14-7 21-19) | Panthers Parma | C.S. Gianni Brera |

| Milano 23 aprile 2016, ore 18:00 CEST 6ª giornata | Seamen Milano | 19 – 45 (0-0 7-21 6-7 6-17) | Rhinos Milano | Arena Civica |

| Pero 7 maggio 2016, ore 18:00 CEST 8ª giornata | Rhinos Milano | 34 – 33 | Seamen Milano | C.S. Gianni Brera |

| Pero 21 maggio 2016, ore 18:00 CEST 10ª giornata | Rhinos Milano | 21 – 10 (7-0 0-3 7-0 7-7) | Lions Bergamo | C.S. Gianni Brera |

| Pero 28 maggio 2016, ore 18:00 CEST 11ª giornata | Rhinos Milano | 29 – 27 | Giants Bolzano | C.S. Gianni Brera |

| Azzano San Paolo 5 giugno 2016, ore 16:00 CEST 12ª giornata | Lions Bergamo | 13 – 28 (0-20 0-8 6-0 7-0) | Rhinos Milano | Campo Comunale |

### Playoff
| Pero 18 giugno 2016, ore 18:00 CEST Quarti di finale | Rhinos Milano | 77 – 32 (28-0 14-20 21-12 14-0) | Aquile Ferrara | C.S. Gianni Brera |

| Pero 25 giugno 2016, ore 18:00 CEST Semifinale | Rhinos Milano | 35 – 34 | Seamen Milano | C.S. Gianni Brera |

| Cesena 9 luglio 2016, ore 20:50 CEST XXXVI Italian Bowl | Rhinos Milano | 44 – 18 (14-9 17-6 13-3 0-0) | Giants Bolzano | Orogel Stadium-Dino Manuzzi |

## Statistiche di squadra
| Competizione | %Vittorie | In casa | In casa | In casa | In casa | In casa | In casa | In trasferta | In trasferta | In trasferta | In trasferta | In trasferta | In trasferta | Totale | Totale | Totale | Totale | Totale | Totale |
| Competizione | %Vittorie | G       | V       | N       | P       | Pf      | Ps      | G            | V            | N            | P            | Pf           | Ps           | G      | V      | N      | P      | Pf     | Ps     |
| ------------ | --------- | ------- | ------- | ------- | ------- | ------- | ------- | ------------ | ------------ | ------------ | ------------ | ------------ | ------------ | ------ | ------ | ------ | ------ | ------ | ------ |
| Campionato   | 1.000     | 5       | 5       | 0       | 0       | 181     | 138     | 5            | 5            | 0            | 0            | 155          | 78           | 10     | 10     | 0      | 0      | 336    | 216    |
| Playoff      | 1.000     | 3       | 3       | 0       | 0       | 156     | 84      | -            | -            | -            | -            | -            | -            | 3      | 3      | 0      | 0      | 156    | 84     |
| Totale       | 1.000     | 8       | 8       | 0       | 0       | 337     | 222     | 5            | 5            | 0            | 0            | 155          | 78           | 13     | 13     | 0      | 0      | 492    | 300    |